# Бекетовка (Днепропетровская область)
Бекетовка (укр. Бекетівка,
до 2016 года — Колгоспное, укр. Колгоспне) — село, Кировский сельский совет, Никопольский район, Днепропетровская область, Украина. Знаменитой уроженкой села была мастер петриковской росписи Ярина Пилипенко.
Код КОАТУУ — 1222982203. Население по переписи 2001 года составляло 9 человек.

## Географическое положение
Село Бекетовка находится на левом берегу реки Солёная, выше по течению на расстоянии в 4 км расположено село Криничеватое, ниже по течению на расстоянии в 2,5 км расположено село Подгорное. Река в этом месте пересыхает, на ней сделано несколько запруд.